# José Leal
Pour les articles homonymes, voir Leal.
José Martins Leal est un footballeur portugais né le 23 mars 1965 à Sá da Bandeira. Il évoluait au poste de défenseur.

## Biographie

### En équipe nationale
International portugais, il reçoit 15 sélections en équipe du Portugal entre 1990 et 1992 pour un but marqué,.
Il joue son premier match en équipe nationale le 17 octobre 1990 dans le cadre des éliminatoires de l'Euro 1992 contre les Pays-Bas (victoire 1-0 à Porto).
Il marque son seul but en sélection contre Malte le 20 février 1991 toujours dans le cadre des éliminatoires de l'Euro.
Son dernier match a lieu le 7 juin 1992 en amical contre l'Irlande (défaite 0-2 à Foxborough).